# Лисовой, Александр Иванович
Алекса́ндр Ива́нович Лисово́й (1957 — 18 января 2021, Волгоград) — заслуженный тренер России, кандидат педагогических наук, первый тренер олимпийской чемпионки Елены Исинбаевой. Ветеран труда Волгоградской области .

## Биография
Александр Лисовой в 1981 году стал выпускником кафедры гимнастики Волгоградской государственной академии физической культуры. C 1991 по 1999 год работал тренером СДЮШОР № 1 в Волгограде. В это время одной из его учениц была Елена Исинбаева.
Александр Лисовой стал тренировать Елену Исинбаеву и её сестру Инну Исинбаеву. Рост Елены Исинбаевой уже тогда был слишком большой, но тренер смог оценить природные данные будущей спортсменки и согласился её тренировать. Во время учёбы у своего первого тренера Елена Исинбаева стала кандидатом в мастера спорта по спортивной гимнастике. Когда в 15 лет Елену Исинбаеву отчислили из училища олимпийского резерва, посчитав её неперспективной, первый тренер, Лисовой, помог переориентироваться в спорте и выбрать новый вид — прыжки с шестом. Он решил, что у неё есть все задатки для этого вида спорта и показал её тренеру по лёгкой атлетике Евгению Трофимову. Спустя полгода Исинбаева выиграла Всемирные юношеские игры в Москве.
Александр Лисовой с 2006 года — директор СДЮШОР № 1 города Волгограда.
В 2010 году получил подарок от своей ученицы Елены Исинбаевой — она подарила тренеру по спортивной гимнастике новую квартиру, заявив, что он для неё сделал намного больше, чем она для него. В других интервью она заявляла, что именно он дал ей дорогу в жизнь и направил в тот вид спорта, в котором у неё были перспективы.
Александр Лисовой работал тренером больше 20 лет. Среди его учениц — чемпионка Европы по спортивной гимнастике Татьяна Казанцева.
Скончался в январе 2021 года на 64-м году жизни.